# Mesopolobus fasciiventris
Mesopolobus fasciiventris är en stekelart som beskrevs av John Obadiah Westwood 1833. Mesopolobus fasciiventris ingår i släktet Mesopolobus och familjen puppglanssteklar. Arten är reproducerande i Sverige. Inga underarter finns listade i Catalogue of Life.